# Léon Renier
Charles Alphonse Léon Renier (Charleville; 2 de mayo de 1809 - París; 11 de junio de 1885) fue un historiador y epigrafista francés.
Especializado en epigrafía latina, fue profesor en el Collège de France, miembro de la Academia de Inscripciones y Bellas Letras, presidente honorario de la sección de Arqueología en el Comité de Trabajos Históricos, conservador y administrador de la Biblioteca de la Universidad, presidente de ciencias históricas y fisiológicas en la École des hautes études y miembro de la Sociedad de Anticuarios de Francia. En 1845 fundó la Revue de philologie, de litterature et d'histoire anciennes. Es autor de una edición bilingüe de las Obras de Teócrito en griego y francés (1847) entre otras numerosas obras, y dirigió la publicación de la Encyclopédie moderne. Dictionnaire abrégé des sciences, des lettres, des arts, de l'industrie, de l'agriculture et du commerce (París: Firmin Didot Frères, 1847-1853, 30 vols.) y una obra que el gobierno francés imprimió sobre las Catacumbas de Roma. Fue uno de los primeros enviados a Argelia para estudiar allí las inscripciones romanas. En 1887 R. du Coudray La Blanchère imprimió una Histoire de l'épigraphie romaine depuis les origines jusqu'à la publication du "Corpus" fundada en las notas que para esta obra había acumulado Léon Renier (Paris: E. Leroux, 1887).
- Datos: Q961496
- Multimedia: Léon Renier / Q961496